# 잭 리처 (영화)
《잭 리처》(영어: Jack Reacher)는 2012년 개봉한 미국의 액션 스릴러 영화이다. 크리스토퍼 매쿼리가 각본을 쓰고 연출했으며 톰 크루즈가 주인공 잭 리처 역, 로저먼드 파이크가 여주인공인 헬렌 로딘 변호사 역으로 출연한다. 리 차일드의 소설 《원 샷》이 원작이다.

## 줄거리
미국 펜실베이니아주 피츠버그의 PNC 파크 인근에서 한 저격수가 쏜 총에 시민 6명이 맞아 쓰러지는 사건이 일어난다. 유력한 용의자로 미국 육군 스나이퍼 출신인 제임스 바(조셉 시코라)가 검거되지만, 그는 "잭 리처(톰 크루즈)를 데려오라"는 메모만을 남긴다. 미국 해병대 군인의 아들로 외국 주둔 미군 기지에서 태어난 잭 리처는 미국 육군 헌병 장교로 소령까지 진급한 후 전역한 인물. 현역 당시 '올바른 것'만을 추구하는 직선적인 성격 때문에 소령에서 대위로 한 차례 강등당한 전력이 있는 그가 전역한 이후의 행적에 대해 알려진 것은 다른 사람이 군인연금을 정기적으로 찾아간다는 것 외에는 없다. 사건을 맡은 에머슨 형사(데이비드 오옐러워)와 지역 담당 검사장 알렉스 로딘(리처드 젠킨스)는 잭 리처를 어떻게 소환할지 고민하던 중, 그 때 미국 전역을 떠돌며 생활하던 잭 리처가 제발로 걸어와 그들 앞에 나타난다. 잭 리처는 자신이 찾아온 목적은 제임스 바를 구제하기 위해서가 아니라 엄벌을 받게 하기 위해서라고 말하고, 바의 담당 변호사이자 로딘의 딸인 헬렌 로딘(로자먼드 파이크)을 찾아가 사건의 경위와 현재 상황을 확인하고 수사에 착수한다.

## 출연
- 톰 크루즈 - 잭 리처
- 로저먼드 파이크 - 헬렌 로딘 변호사
- 리처드 젱킨스 - 앨릭스 로딘 지방검사
- 데이비드 오옐러워 - 캘빈 에머슨 형사
- 베르너 헤어초크 - 제크 첼로베크
- 자이 코트니 - 찰리
- 블라디미르 시조프 - 블라드
- 조지프 시코라 - 제임스 마크 바
- 마이클 레이먼드제임스 - 린스키
- 알렉시아 패스트 - 샌디
- 조시 헬먼 - 젭 올리버
- 로버트 듀발 - 마틴 캐시
- 딜런 커스먼 - 게리
- 제임스 마틴 켈리 - 롭 패리어
- 니콜 포레스터 - 낸시 홀트
- 수전 앤절로 - 올라인 아처
- 줄리아 요크스 - 크리시 패리어
- 덜릴라 피카트 - 리타 코로나도
- 조 코일 - 대런 소이어
- 리 차일드 - 유치장 관리 경찰(카메오)

## EBS판 제작진
- 프로듀서 - 권혁미
- 번역 - 김현수
- 감수 - 김동수
- CG - 조운경
- 편집 - 김정수
- 우리말 연출 - 강민화
- 기획 - EBS
- 우리말 제작 - 벼리기획

## 후속작
- 잭 리처: 네버 고 백 (Jack Reacher: Never Go Back), 2015년 10월 20일

에드워드 즈윅이 새롭게 감독을 맡았다.